# Kongskilde Industries
Kongskilde Industries – duński producent maszyn rolniczych z siedzibą w Sorø.

## Historia
Przedsiębiorstwo zostało założone w 1949 roku przez Mogensa Petersena i Hansa Tyndeskova. Pierwszym produktem fabryki była dmuchawa do ziarna skonstruowana przez Mogensa. W 1997 roku przedsiębiorstwo Danagri-pol z Kutna dołączyło do duńskiego holdingu. W tym samym roku Kongskilde przejęło niemieckiego producenta siewników Becker, w 1998 roku szwedzkiego producenta pługów Överums Bruk AB od firmy Electrolux AB, a w 2000 roku – Howard Group oraz duńskiego producenta siewników Nordsten od T-T Agro. W 2006 r. zostaje nabyta przez Danish Group Dansk Landbrugs Grovvareselskab (DLG A.m.b.A.). W 2011 roku przejęło innego duńskiego producenta JF-Stoll. W 2015 roku z zakładu w Sønderborg przeniesiono produkcję maszyn zielonkowych JF (kosiarki, przetrząsacze i zgrabiarki) i wozów paszowych do spółki Kongskilde Polska w Kutnie. Z dniem 1.02.2017 r. zakończyło się przejęcie sektora rolniczego Grass and Soil spółki Kongskilde Industries wraz z dwoma fabrykami rozmieszczonymi w Polsce i Szwecji oraz innymi obiektami w regionach EMEA, APAC i NAFTA przez CNH Industrial N.V.

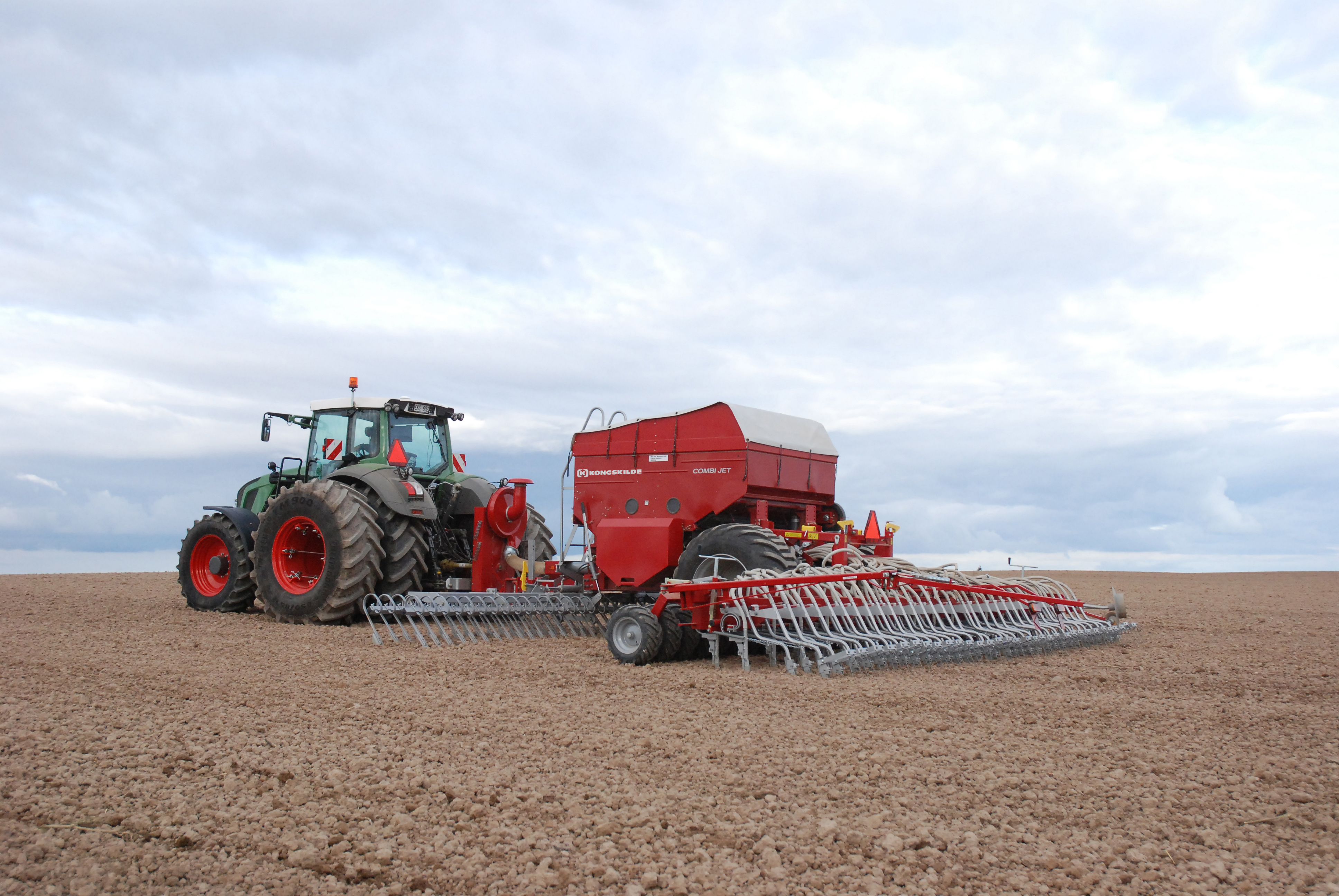
Kongskilde Combi Jet

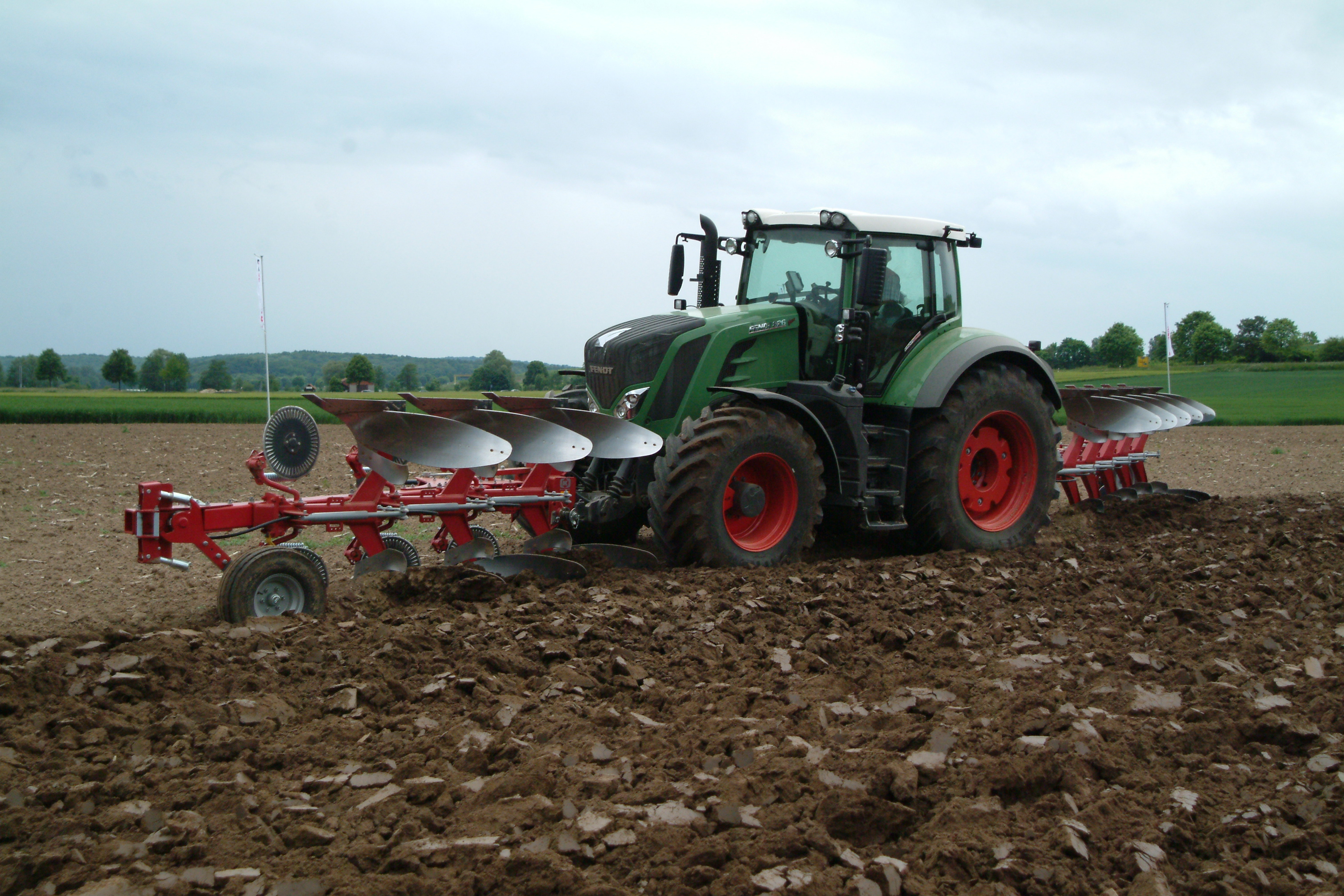
Fendt & Kongskilde